# Brandon McBride
Brandon McBride, född 15 juni 1994, är en kanadensisk medeldistanslöpare.
McBride tävlade för Kanada vid olympiska sommarspelen 2016 i Rio de Janeiro, där han blev utslagen i semifinalen på 800 meter. I juli 2018 satte McBride ett nytt kanadensiskt rekord på 800 meter, då han sprang på tiden 1.43,20.

## Personliga rekord
| Utomhus - 100 meter – 11,08 (London, Ontario, 24 juli 2010) - 200 meter – 21,52 (Chatham-Kent, 25 juni 2011) - 400 meter – 45,89 (Medellín, 23 augusti 2013) - 800 meter – 1.43,20 (Monaco, 20 juli 2018) 0NR0 - 1 500 meter – 3.41,55 (Guelph, 25 juni 2016) | Inomhus - 60 meter – 7,15 (Joplin, 4 februari 2011) - 400 meter – 47,02 (Fayetteville, 8 februari 2013) - 500 meter – 1.01,40 (New York, 7 februari 2014) - 800 meter – 1.47,16 (Fayetteville, 14 mars 2015) - 1 000 meter – 2.23,60 (New York, 5 februari 2016) - 1 500 meter – 3.55,68 (New York, 5 februari 2016) |